# Ulf Lönnqvist
Ulf Roland Lönnqvist (ur. 26 czerwca 1936 w Malmö, zm. 24 czerwca 2022) – szwedzki polityk, członek rządów Ingvara Carlssona, poseł do Riksdagu.

## Życiorys
W 1965 ukończył studia na Uniwersytecie w Uppsali (z dyplomem fil. kand.). Pełnił funkcję przewodniczącego Lunds studentkår, organizacji studenckiej na tej uczelni. Zaangażował się w działalność polityczną w ramach Szwedzkiej Socjaldemokratycznej Partii Robotniczej. Pracował w administracji rządowej i we frakcji poselskiej socjaldemokratów.
W latach 1975–1976 i 1982–1986 zajmował stanowisko sekretarza stanu w resorcie rolnictwa. Od 1985 do 1992 był posłem do Riksdagu. Wchodził w skład dwóch rządów Ingvara Carlssona, pełniąc funkcje ministra bez teki (1986–1988) oraz ministra mieszkalnictwa (1988–1991). Od 1992 do 2001 sprawował urząd gubernatora regionu administracyjnego Blekinge.
Był też działaczem sportowym, w latach 1979–2002 kierował szwedzką federacją tenisa stołowego.